# ريان فولتون
ريان فولتون (بالإنجليزية: Ryan Fulton)‏ (23 مايو 1996 في المملكة المتحدة - ) هو لاعب كرة قدم بريطاني في مركز حراسة المرمى. شارك مع منتخب اسكتلندا تحت 16 سنة لكرة القدم ومنتخب اسكتلندا تحت 19 سنة لكرة القدم. أما مع النوادي، فقد لعب مع نادي بورتسموث ونادي ليفربول.

## وصلات خارجية
- ريان فولتون على موقع الاتحاد الأوربي (الإنجليزية)
- ريان فولتون على موقع قاعدة بيانات كرة القدم.إي يو (الإنجليزية)
- ريان فولتون على موقع Soccerbase.com (لاعب) (الإنجليزية)
- ريان فولتون على موقع Soccerway.com (الإنجليزية)
- ريان فولتون على موقع عالم كرة القدم.نت (الإنجليزية)
- ريان فولتون على موقع AS.com (الإسبانية)